# Pokrajina Prato
Pokrajina Prato (v italijanskem izvirniku Provincia di Prato, izg. Provinča di Prato) je ena od desetih pokrajin, ki sestavljajo italijansko deželo Toskana. Meji na severu z deželo Emilija - Romanja, na vzhodu z nekdanjo pokrajino Firence in na zahodu s pokrajino Pistoia; z obema zadnjima se je združilo v metropolitansko mesto Firence.

## Večje občine
Glavno mesto je Prato, ostale večje občine so (podatki 31.08.2007):
| Občina     | Prebivalcev |
| ---------- | ----------- |
| Prato      | 186.016     |
| Montemurlo | 18.236      |
| Carmignano | 13.349      |

## Naravne zanimivosti
Severni predel pokrajine se imenuje Calvana (izg. Kalvana) po besedi calvo, ki pomeni plešast, ker je sestavljen iz redko poraščenega kraškega terena. Po tem ozemlju je dobila ime tudi goveja pasma, ki se v zadnjih časih tukaj redi predvsem zaradi mesa. Baje se pridobiva od žive teže telet do 65% prvovrstnega mesa. Vendar ima ta pozitivni podatek tudi svojo negativno stran. Govedo se namreč pase na gričevju Calvane, kjer se je v preteklosti pasla samo drobnica. Večja kopita in teža živine sedaj sistematično odnašajo površinsko plast zemlje, ki jo nato deževje odplavlja in s tem goli že itak "plešaste" vzpetine. Poleg tega je paše čedalje manj tudi zaradi vedno večje prisotnosti črnega trna, ki so ga včasih koze poruvale, medtem ko ga goveji gnoj razmnožuje.
Zaščiteno področje v pokrajini je Naravni rezervat Acquerino Cantagallo (Riserva naturale Acquerino Cantagallo)

## Zgodovinske zanimivosti
Ozemlje današnje pokrajine Prato je bilo naseljeno brez prestanka od bronaste dobe do danes. V času Etruščanov je obstajalo pri današnjem kraju Campi Bisenzio celo večje mesto, čigar ostanke so arheologi odkrili šele leta 1997. Med drugim so bili izkopani ostanki največje doslej odkrite rimske vile (okoli 1450 m² površine). Njen slog spominja na vile, ki so bile zasute v Pompejih, a ta je bila zgrajena nekaj stoletij prej. Razen zelo številnih keramičnih izdelkov, ki so bili izkopani na tem najdišču, je izredne važnosti podzemna kanalizacija vile, ki je na nekaterih odsekih še popolnoma delujoča; to je tudi pripomoglo, da so se ohranili temelji zgradbe in njeni podzemni prostori. Nedaleč od vile je potekala cesta, ki je merila preko deset metrov v širino, kar dokazuje, da je bilo področje ne samo gosto naseljeno, pač pa tudi prometno zelo pomembno. Trenutno so dela v najdišču ustavljena zaradi pomanjkanja sredstev.